# Macdonald Bluffs
Die Macdonald Bluffs sind markante, nach Osten ausgerichtete Kliffs in der antarktischen Ross Dependency. In der Miller Range des Transantarktischen Gebirges ragen sie zwischen dem Argosy- und dem Argo-Gletscher in Richtung des Marsh-Gletschers auf.
Mitglieder der neuseeländischen Gruppe der Commonwealth Trans-Antarctic Expedition (CTAE) (1955–1958) kartierten die Kliffs und benannten sie nach dem neuseeländischen Lehrer William James Peter Macdonald (1926–2022), der während des Internationalen Geophysikalischen Jahres 1957 auf der Scott Base tätig war.